# Cao Chí Đan
Cao Chí Đan (tiếng Trung giản thể: 高志丹, bính âm Hán ngữ: Gāo Zhì Dān, sinh ngày 24 tháng 1 năm 1963, người Hán) là chính trị gia nước Cộng hòa Nhân dân Trung Hoa. Ông là Ủy viên Ủy ban Trung ương Đảng Cộng sản Trung Quốc khóa XX, hiện là Bí thư Đảng tổ, Cục trưởng Tổng cục Thể dục thể thao Quốc gia, kiêm Chủ tịch Ủy ban Olympic Trung Quốc, Chủ tịch Tổng hội Thể dục thể thao Trung Quốc. Ông từng là lãnh đạo cấp phó của các cơ quan, tổ chức, đoàn thể này.
Cao Chí Đan là đảng viên Đảng Cộng sản Trung Quốc, học vị Cử nhân Thể dục thể thao. Ông có sự nghiệp đều ở lĩnh vực thể dục thể thao từ khi bắt đầu cho đến khi trở ngành lãnh đạo ngành sau 34 năm, quản lý toàn diện thể thao Trung Quốc.

## Xuất thân và giáo dục
Cao Chí Đan sinh ngày 24 tháng 1 năm 1963 tại chuyên khu Tứ Bình, nay là địa cấp thị Tứ Bình, tỉnh Cát Lâm, Cộng hòa Nhân dân Trung Hoa. Ông lớn lên và tốt nghiệp cao trung ở Tứ Bình, thi cao khảo năm 1984 và đỗ Học viện Thể dục thể thao Bắc Kinh (nay là Đại học Thể dục thể thao Bắc Kinh), trường thể thao lớn nhất do Ủy ban Giáo dục Quốc gia và Ủy ban Thể dục thể thao Quốc gia chủ quản. Ông tới thủ đô nhập học từ tháng 9 năm 1984 và tốt nghiệp Cử nhân Thể dục thể thao vào tháng 7 năm 1988. Ông cũng được kết nạp Đảng Cộng sản Trung Quốc trong những năm học này.

## Sự nghiệp
Tháng 7 năm 1988, sau khi tốt nghiệp trường thể dục, Cao Chí Đan được Ủy ban Thể dục thể thao Quốc gia tuyển dụng, bắt đầu sự nghiệp của mình ở đây với vị trí ban đầu là chuyên viên của Ty Tổng hợp của Ủy ban. Trong 10 năm 1988–98, ông lần lượt là khoa viên, chủ nhiệm khoa viên, rồi công vụ viên cấp phó xứ, chính xứ ở Ty Tổng hợp. Tháng 3 năm 1998, Ủy ban Thể dục thể thao Quốc gia được cải tổ lại thành Tổng cục Thể dục thể thao Quốc gia, tiếp tục là cơ quan cấp chính bộ, Cao Chí Đan chuyển sang cơ quan mới, phân về công tác ở Trung tâm Quản lý thể thao bắn cung và bắn súng của Tổng cục. Năm 2000, ông được điều về Tổng cục ở Ty Thể thao cạnh tranh trong 1 năm, trở lại nhậm chức Phó Chủ nhiệm Trung tâm năm 2002 và chính thức là Chủ nhiệm Trung tâm từ năm 2004. Với cương vị đứng đầu trung tâm này hơn 10 năm 2004–15, ông đã lãnh đạo hoạt động huấn luyện và thi đấu thể thao bộ môn bắn cung, bắn súng của Trung Quốc, tổ chức và tham gia các kỳ thể thao trong nước và quốc tế. Bên cạnh việc quản lý, ông cũng từng là trưởng đoàn bộ môn bắn súng dự Thế vận hội Mùa hè 2008 ở quê nhà Bắc Kinh và giành hạng Nhất với 5 Huy chương Vàng, 1 Huy chương Bạc và 2 Huy chương Đồng.
Tháng 5 năm 2015, Cao Chí Đan được bổ nhiệm làm Trợ lý Cục trưởng Tổng cục Thể dục, rồi Phó Cục trưởng Tổng cục từ ngày 7 tháng 6 năm 2016. Ở vị trí này, ông phụ trách tổ chức thi đấu, huấn luyện và quản lý thi đấu các bộ môn điền kinh; thể thao nước như bơi, bơi nghệ thuật, lặn, nhảy cầu; các môn võ thuật như Quyền Anh, Karate, Taekwondo; các bộ môn mùa đông như trượt tuyết đổ đèo, xe trượt lòng máng, trượt băng nằm sấp, đua xe trượt tuyết. Ông cũng giữ vị trí Phó Chủ tịch thường vụ Ủy ban Olympic Trung Quốc, phụ trách công tác thường nhật đối nội, đối ngoại của tổ chức này, là Phó Trưởng đoàn dẫn đoàn Trung Quốc tham gia Thế vận hội Mùa hè 2020 ở Tokyo, tham gia tổ chức Thế vận hội Mùa đông 2022 ở Bắc Kinh. Ngày 29 tháng 7 năm 2022, Cao Chí Đan được bổ nhiệm làm Bí thư Đảng tổ, Cục trưởng Tổng cục Thể dục thể thao Quốc gia, cấp bộ trưởng, đồng thời là Chủ tịch Ủy ban Olympic Trung Quốc, Chủ tịch Tổng hội Thể dục thể thao Toàn quốc Trung Hoa, kế nhiệm Cẩu Trọng Văn. Cuối năm 2022, ông tham gia Đại hội Đảng Cộng sản Trung Quốc lần thứ XX từ đoàn đại biểu khối cơ quan trung ương Đảng và Nhà nước. Trong quá trình bầu cử tại đại hội, ông được bầu là Ủy viên Ủy ban Trung ương Đảng Cộng sản Trung Quốc khóa XX.